# Балбошин, Николай Фёдорович
Николай Фёдорович Балбошин (род. 8 июня 1949, Потсдам) — советский борец (греко-римская борьба), Олимпийский чемпион (1976), шестикратный чемпион мира и Европы. Заслуженный мастер спорта СССР (1973).

## Биография
В 1967 году выиграл первенство СССР среди юношей в тяжёлом весе. В 1968 году Балбошин был призван в армию. В 1971 году становится призёром чемпионата СССР.
Знаменосец олимпийской сборной СССР на Олимпийских играх 1976 года в Монреале и 1980 года в Москве. Выступал за клуб «Динамо» (Москва).

## Награды
- Орден Трудового Красного Знамени
- Орден «Знак Почёта» (1985)
- Почётная грамота Президиума Верховного совета Российской Федерации (26 апреля 1993 года) — за долголетнюю плодотворную работу, большие личные заслуги в развитии физической культуры и спорта в Российской Федерации и в связи с 70-летием со дня образования первого в России физкультурно — спортивного общества «Динамо»[1]